# Ourthe

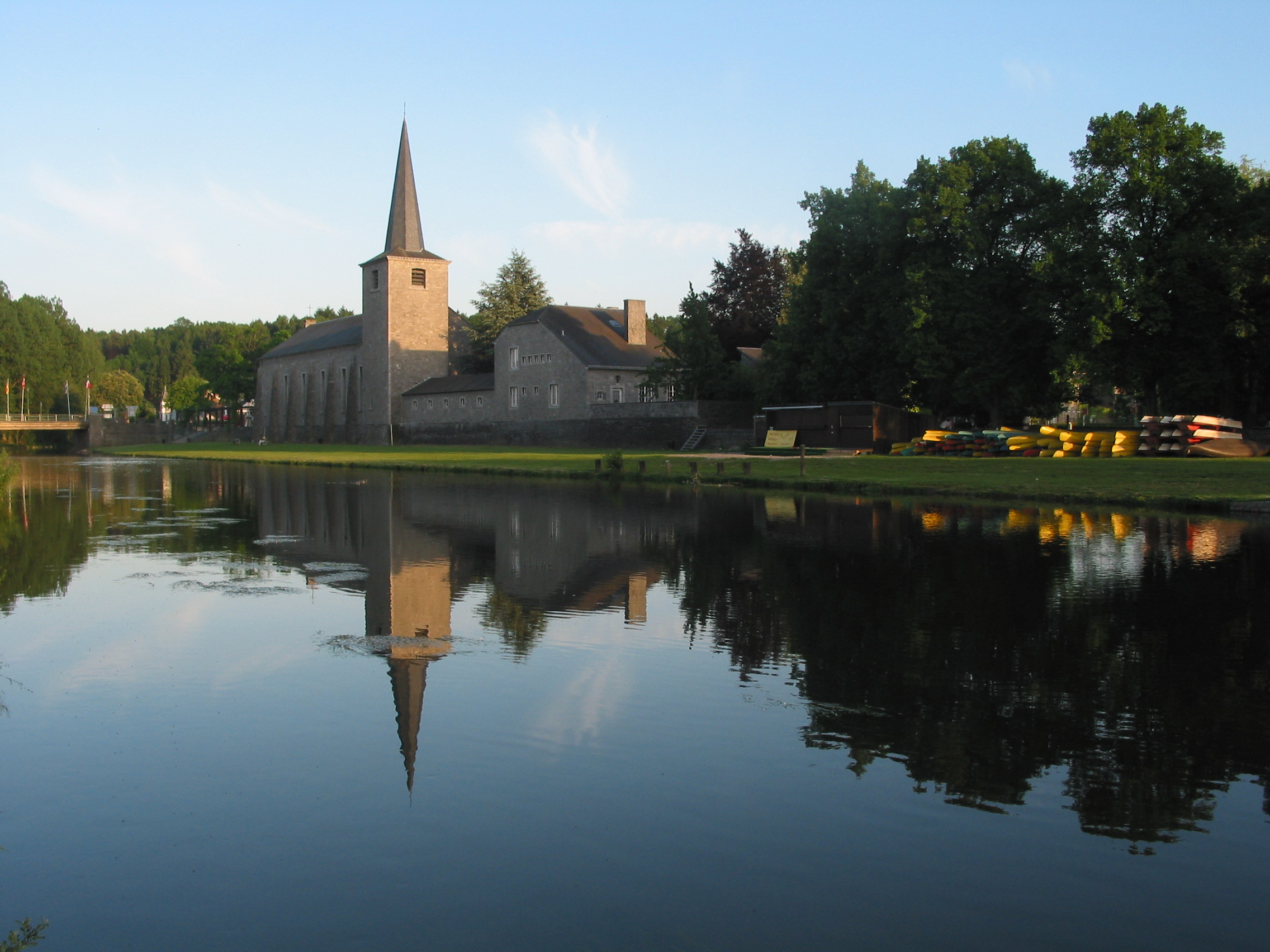
A rio em Hotton, com vista para a igreja da cidade.

O Ourthe é um rio de 65 km nas Ardenas e em Liège na Wallonia (Bélgica).
É afluente do Rio Mosa.